# جوين جونز (لغوي)
جوين جونز (بالإنجليزية: Gwyn Jones) (و. 1907 – 1999 م) هو لغوي، ومؤرخ، وكاتب ويلزي، توفي في آبريستويث، عن عمر يناهز 92 عاماً.

## التعليم
تعلم في جامعة كارديف
.

## جوائز
حصل على جوائز منها:
- نيشان الفنون والآداب من رتبة قائد (17 يناير 2013)[6]
- جائزة المنافسة العامة  [لغات أخرى]‏ (1946)